# Гундахар
Гундахар (лат. Gundahar; около 385 — 436) — король бургундов (не позднее 406—436; с 413 года — король Вормсского королевства бургундов). Послужил прообразом Гунтера, фигурирующего в средневековой эпической поэме «Песнь о Нибелунгах» и в других легендарных сказаниях.

## Биография
Сведения о происхождении Гундахара сохранились во введении к составленной в начале VI века Бургундской правде, а также в многочисленных германских и скандинавских преданиях, связанных с героями эпоса о Нибелунгах. Согласно этим данным, отцом Гундахара был король Гибика, возможно, первый из правителей, объединивший под своей властью разрозненных до этого бургундов. Предполагается, что время его правления пришлось на конец IV века, после чего на престол бургундов последовательно всходили три его сына, Гундомар, Гизельхер и Гундахар. Дата начала правления последнего из них неизвестна, но это произошло ещё до перехода бургундов через Майн 31 декабря 406 года.
Когда вандалы, аланы и свевы вторглись в Галлию, бургунды во главе с Гундахаром заняли Майнц и прилегающую долину Рейна. Здесь в 411 году король бургундов вместе с царём аланов Гоаром поднял мятеж против Гонория. Союзники провозгласили новым императором галльского магната Иовина, после чего бургунды совершили поход в Нижнегерманскую провинцию. После гибели Иовина, павшего в войне с вестготами Атаульфа, в 413 году бургунды были признаны Западной Римской империей федератами и получили места для поселений в районе Вормса, создав здесь своё новое королевство. В то же время бургунды приняли христианство, но вопрос остается спорным — не в форме ли арианства. Во всяком случае, в их более поздних поселениях в Сабаудии они выступали как христиане арианского толка.
В 435 году Гундахар напал на римскую провинцию Белгика, но западно-римский полководец Флавий Аэций с войском состоящим из гуннов, герулов, франков и аланов нанёс ему поражение. На следующий год гуннское войско (неизвестно, по собственному почину или по поручению Аэция, но, во всяком случае, с его согласия) разгромили королевство бургундов на Рейне. В этой битве была уничтожена значительная часть бургундского племени и убит король Гундахар с братьями. Гибель бургундов, населявших область Вормса, легла в основу созданной позже «Песни о Нибелунгах», где Гундахар назван королём Гунтером.
Часть бургундов продолжала жить в поселениях на правом берегу Рейна. В 451 году они были вынуждены последовать за правителем гуннов Аттилой в его походе в Галлию. Остатки бургундского племени, избежавшие уничтожения в 436 году, Аэций вновь разместил в 443 году в качестве римских федератов в области Сабаудия.